# Quint Curci Ruf
|  | «Quint Curci Rufus» redirigeix aquí. Vegeu-ne altres significats a «Quint Curci Rufus (cònsol)». |

Quint Curci Ruf o Rufus (llatí: Quintus Curtius Rufus; ?, segle i dC) va ser un historiador romà especialitzat en la vida d'Alexandre el Gran. Probablement formava part de la gens Cúrtia, una antiga gens romana d'origen patrici.
Es desconeix en quina època exacta va viure, car no es troba en cap historiador antic ni un passatge del qual es pugui dir que fa referència a Quint Curci l'historiador. Un Quinctus Curtius Rufus apareix a la llista de retòrics que Suetoni dona a la seva obra De Claris Rhetoribus. Tàcit i Plini el Vell esmenten un historiador de nom Q. Curtius que podria ser el mateix personatge. Del llibre de Curci Rufus Historiae Alexandri Magni es conserven 8 llibres dels 10 originals (els dos primers s'han perdut). En la recerca de la possible època en què va viure, només hi ha dos passatges a la seva obra que poden situar-lo en el temps, encara que molt confosos. Un és quan parta de la ciutat de Tir, de la que diu que s'ha pacificat des de la tutela de Roma, i l'altre elogia a l'emperador romà perquè després de molt vessament de sang i moltes trifulgues per a aconseguir l'imperi, ha restablert la pau. Però això es pot aplicar a diferents emperadors. Alguns crítics moderns el situen en temps de Septimi Sever, i d'altres ho fan en època de Vespasià.

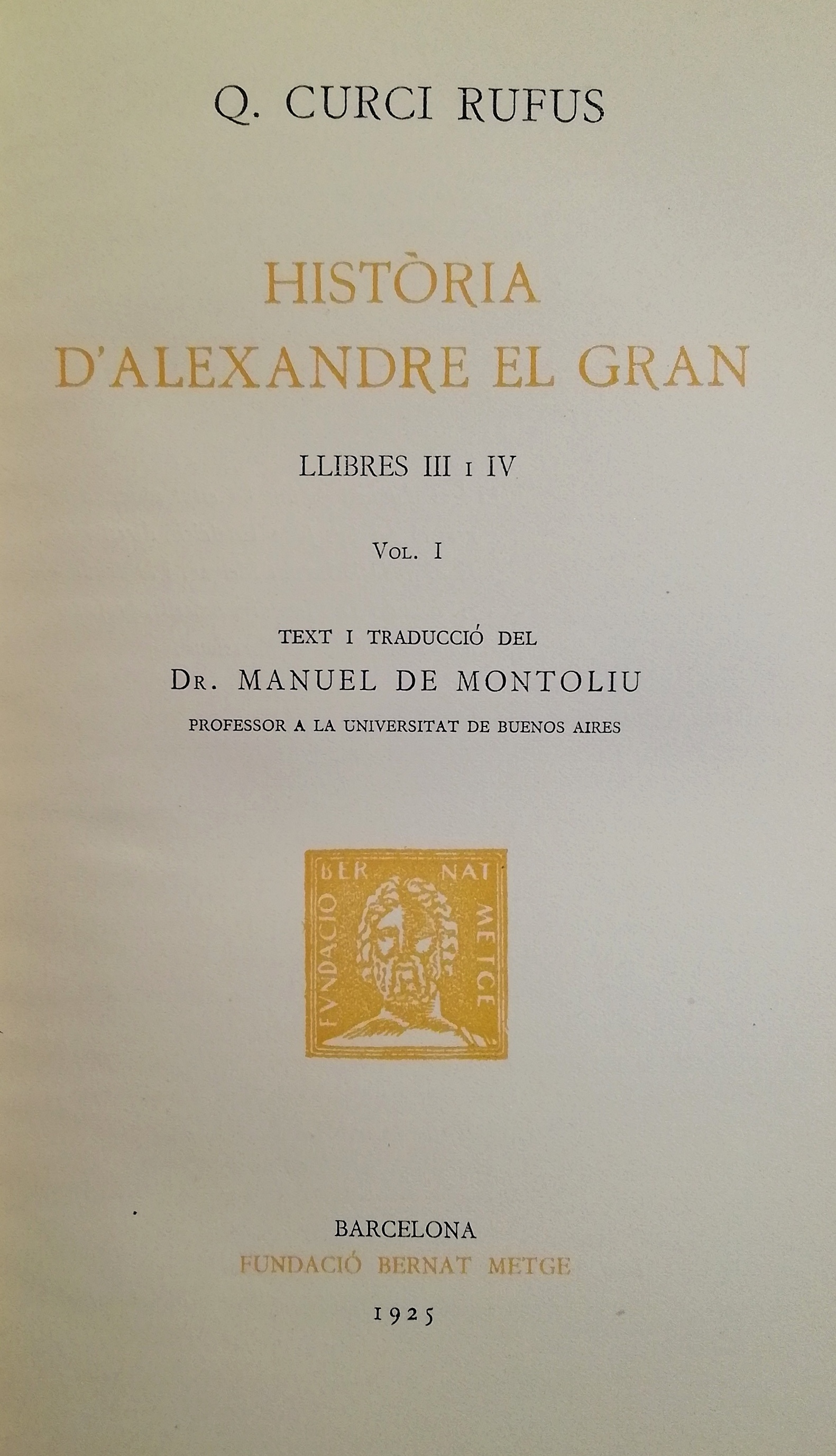
Història d'Alexandre El Gran de Q. Curci Rufus. Traducció llatí / català publicada per la Col·lecció Fundació Bernat Metge l'any 1925

La Història d'Alexandre el Gran està escrita amb molta parcialitat i defensa Alexandre en tot moment. L'autor va treure els seus materials de bones fonts, com ara Clitarc, Ptolemeu i Timagenes. Però no tenia prou coneixements de geografia, astronomia ni tàctica militar, i l'obra no resulta sempre fiable com a referència. La Història d'Alexandre el Gran va ser molt coneguda i fins i tot imitada durant l'alta edat mitjana, els segles x i xi. Va influir en l'obra Alexandreis, de Gualter de Châtillon, i va perviure com a llibre escolar fins al segle xvii.

## Traduccions al català
- Curcio Ruffo, Quinto. Hystoria de Alexandre. Traducció: Lluís de Fenollet.  Barcelona: Pere Posa e Pere Bru, any 1481.
- Curci Rufus, Quint. Història d'Alexandre el Gran. Traducció: Manuel de Montoliu, Josep Vergés. Revisió: Joan Estelrich.  Barcelona: Fundació Bernat Metge, anys 1925 - 1926 i 1935. En tres volums.